# Dungloe
Pour les articles homonymes, voir Dungloe (homonymie).
Dungloe (en irlandais : An Clochán Liath) est une ville irlandaise, dans le comté de Donegal. Lors du recensement de 2006, il y avait 1 068 habitants.